# Willie Gault
Willie Gault, född den 5 september 1960, är en amerikansk före detta friidrottare och utövare av amerikansk fotboll.
Gault började som friidrottare och kvalificerade sig för att delta på 110 meter häck vid Olympiska sommarspelen 1980. Då USA och de flesta andra västländer bojkottade tävlingarna fick han inte delta. Han deltog emellertid vid det första världsmästerskapet 1983 i Helsingfors där han blev bronsmedaljör på 110 meter häck. Vid samma mästerskap ingick han tillsammans med Emmit King, Calvin Smith och Carl Lewis i stafettlaget på 4 x 100 meter. Laget vann inte bara guld utan noterade även ett nytt världsrekord med tiden 37,86.
1983 blev han värvad av NFL-laget Chicago Bears där han spelade fram till och med 1988 då han värvades av Los Angeles Raiders där han spelade till 1993.

## Personliga rekord
- 110 meter häck - 13,26